# 石川県立柳田農業高等学校
石川県立柳田農業高等学校（いしかわけんりつ やなぎだのうぎょうこうとうがっこう、英: Ishikawa Prefectural Yanagida Agricultural High School）は、かつて石川県鳳珠郡能登町（旧・鳳至郡柳田村）字柳田にあった公立の農業高等学校。1999年（平成11年）5月の石川県高校再編整備計画により、石川県立町野高等学校と統合して石川県立能登青翔高等学校（当校所在地に設立）となり、2004年（平成16年）3月末に閉校した。

## 設置学科
- 生物生産科（2年次から下記の2コースに分かれる）
  - 畜産コース
  - 園芸コース
- 生活科学科（2年次から下記の2コースに分かれる）
  - 食品コース
  - 介護・福祉コース

## 教育方針

### 教育目標
一．生命体を扱う農業教育等によって、専門的知識・技術の習得を行わせ、農業の担い手やスペシャリストの育成を目指す。
二．新しい学力観に立って、環境教育・国際交流・福祉学習を推進することにより、多様な生徒の個性を伸ばし、地域社会で活躍できる心豊かな人材の育成を図る。

### 教育方針
一．個性の伸長を図り、自己の目標を定めてその達成に努めさせる。
二．知性と教養を高め、自律・協同の精神と強健な身体を養う。
三．たくましい勤労精神と創造力を培う。
四．科学的な農業生産技術と企業的な経営能力を体得させる。
五．明るく心豊かな地域社会の建設者としての資質を養う。
六．先端技術の基礎的な知識と技術を体得させ、産業界の変化に対応できる能力を養う。

## 沿革
- 1937年（昭和12年）6月24日 - 石川県柳田農学校（乙種）開校式。
- 1940年（昭和15年）4月1日 - 石川県立柳田農学校となる。
- 1948年（昭和23年）4月1日 - 学制改革により、石川県立柳田高等学校となる。
- 1967年（昭和42年）4月1日 - 自営者養成農業高校として文部省指定を受ける。
- 1985年（昭和60年）4月1日 - 男子生徒3ヵ年全寮制教育を1ヵ年短期集中型教育に改める。
- 1987年（昭和62年）1月9日 - 韓国安東農林高等学校との姉妹校提携。
- 1996年（平成8年）3月28日 - 食品福祉実習棟完成。
- 1998年（平成10年）11月30日 - 校舎棟大規模改造・耐震補強工事完了。
- 2002年（平成14年）4月1日 - 石川県立町野高等学校との統合により募集停止。
- 2004年（平成16年）3月31日 - 閉校。

## 部活動
アーチェリー部は全国大会にも出場している。
- 運動部 - 野球、アーチェリー、バスケットボール、バドミントン、柔道、相撲
- 文化部 - ブラスバンド、パソコン、茶道、華道、料理、囲碁将棋、イラスト

## 所在地
〒928-0331 石川県鳳珠郡能登町柳田イ部3番地（旧住所：石川県鳳至郡柳田村字柳田イ部3番地）

## その他
- 学校校地内には学生寮「鳳柳寮（ほうりゅうりょう）」があり、生物生産科の第1学年の生徒は入寮を義務付けられていた。
- 学校の校花は「ささゆり」。
- 2002年（平成14年）4月に柳田農業高等学校と町野高等学校とが統合して新設された能登青翔高等学校も生徒数減少により、2009年（平成21年）4月に石川県立能都北辰高等学校と再統合して新たに石川県立能登高等学校となり、能登青翔高等学校は2011年（平成23年）3月末に閉校した。